# Жријеб за Европско првенство у фудбалу 2024.
Жријеб за Европско првенство у фудбалу 2024. одржан је 2. децембра 2023. у 18.00 часова по Средњоевропском времену, у Елбфилхармонији у Хамбургу. На жријебу су учествовале 24 репрезентације, које су биле подијељене у четири шешира по шест репрезентације. С обзиром на то да су се плеј оф утакмице за пласман на првенство играле након жријеба, на самом жријебу нису биле познате све репрезентације учеснице, тако да су три репрезентације биле означене као побједници плеј офа од А до Ц.
Репрезентације су поређане у шеширима на основу укупног ренкинга оствареног у квалификацијама. Домаћин Њемачка је аутоматски била смјештена у први шешир, на позицију А1. Осим Њемачке, у првом шеширу је било пет најбоље рангираних репрезентација међу побједницима група у квалификацијама, у другом шеширу било је преосталих пет најбоље рангираних репрезентације међу побједницима група и најбоље рангирана другопласирана репрезентација; у трећем шеширу биле су наредних шест најбоље рангираних другопласираних репрезентација, док су у четвртом шеширу биле преостале три другопласиране репрезентације и три репрезентације побједници плеј офа. Жријеб је ометан сексуалним звуковима које је неко повремено испуштао.

## Правила
Репрезентације су поређане у шеширима на основу укупног ренкинга оствареног у квалификацијама:
- Шешир 1: домаћин Њемачка и побједници група рангирани од 1 до 5
- Шешир 2: побједници група рангирани од 6 до 10, другопласирани у групама рангиран 1 (11 укупно)
- Шешир 3: другопласирани у групама рангирани од 2 до 7 (12–17 укупно)
- Шешир 4: другопласирани у групама рангирани од 8 до 10 (18–20 укупно), побједници плеј офа од А до Ц (нису били познати на дан жријеба)[2]

Жријеб је почео са извлачењем репрезентација из првог шешира, а завршен са извлачењем из четвртог шешира, након чега су жријебом извлачење позиције тимова у групи, од 1 до 4, како би се утврдио распоред утакмица. Прва извучена репрезентација ишла је у прву доступну групу по абецедном реду, изузев домаћина Њемачке која је аутоматски смјештена у групу А. На самом жријебу, утврђена су правила о забрањеним дуелима, због тога што није било познато које ће се четири репрезентације пласирати кроз плеј оф Лиге нација. Из политичких разлога, УЕФА је одредила да у истој групи не могу да играју Босна и Херцеговина и Косово, Србија и Косово, Украјина и Бјелорусија, Азербејџан и Јерменија, као и Шпанија и Гибралтар.

## Калификоване репрезентације
На Европско првенство 2024. квалификовале су се следеће 24 репрезентације:
| Држава            | Квалификациони ренкинг новембар 2023. | Шешир |
| ----------------- | ------------------------------------- | ----- |
| Њемачка (домаћин) |                                       | 1     |
| Португалија       | 1                                     | 1     |
| Француска         | 2                                     | 1     |
| Шпанија           | 3                                     | 1     |
| Белгија           | 4                                     | 1     |
| Енглеска          | 5                                     | 1     |
| Мађарска          | 6                                     | 2     |
| Турска            | 7                                     | 2     |
| Румунија          | 8                                     | 2     |
| Данска            | 9                                     | 2     |
| Албанија          | 10                                    | 2     |
| Аустрија          | 11                                    | 2     |
| Холандија         | 12                                    | 3     |
| Шкотска           | 13                                    | 3     |
| Хрватска          | 14                                    | 3     |
| Словенија         | 15                                    | 3     |
| Словачка          | 16                                    | 3     |
| Чешка             | 17                                    | 3     |
| Италија           | 18                                    | 4     |
| Србија            | 19                                    | 4     |
| Швајцарска        | 20                                    | 4     |
| Пољска (пут А)    | —                                     | 4     |
| Украјина (пут Б)  | —                                     | 4     |
| Грузија (пут Ц)   | —                                     | 4     |

## Шешири
Састав шешира:
| Тим         |
| ----------- |
| Њемачка     |
| Португалија |
| Француска   |
| Шпанија     |
| Белгија     |
| Енглеска    |

| Тим      |
| -------- |
| Мађарска |
| Турска   |
| Румунија |
| Данска   |
| Албанија |
| Аустрија |

| Тим       |
| --------- |
| Холандија |
| Шкотска   |
| Хрватска  |
| Словенија |
| Словачка  |
| Чешка     |

| Тим           |
| ------------- |
| Италија       |
| Србија        |
| Швајцарска    |
| Плеј оф Пут А |
| Плеј оф Пут Б |
| Плеј оф Пут Ц |

## Састави група
Групе извучене на жријебу:
| Група А    | Група Б  | Група Ц     |
| ---------- | -------- | ----------- |
| Њемачка    | Шпанија  | Словенија   |
| Шкотска    | Хрватска | Данска      |
| Мађарска   | Италија  | Србија      |
| Швајцарска | Албанија | Енглеска    |
| Група Д    | Група Е  | Група Ф     |
| Пољска     | Белгија  | Турска      |
| Холандија  | Словачка | Грузија     |
| Аустрија   | Румунија | Португалија |
| Француска  | Украјина | Чешка       |